# The Hundred Pound Window
The Hundred Pound Window è un film statunitense del 1944 diretto da Brian Desmond Hurst.